# Kod nas doma
Kod nas doma jest zabavno-mozaična emisija koja je počela s emitiranjem 18. rujna 2017. godine. Emitira se uživo od ponedjeljka do petka u 17.20 sati na prvom programu HTV-a. Sastoji se od studijskog dijela emisije s gostima i reportaža. Nove sezone počinju u rujnu, a ljetna pauza traje od sredine lipnja do sredine rujna. 
Do sad je imala osam sezona, a na 15. rujna 2025. kreće deveta sezona.

## Sadržaj
Emisija je mozaična karaktera i uključuje teme zabavnog karaktera, ali i niz praktičnih i primjenjivih savjeta iz svakodnevnog života. Novinari se javljaju uživo s terena i donose izvještaje s koncerata, modnih revija i premijera. 
Sa stručnjacima i poznatim osobama razgovaramo u studiju o aktualnim temama, o onome što se trenutačno događa društvu, o čemu se priča i raspravlja na kavi i na društvenim mrežama.
Teme su: popularna kultura, glazba, gastronomija, moda, hobi, film, kazalište, arhitektura, dizajn, moderna psihologija itd.

## Pregled emisije
Emisija nove sezone počinje u rujnu, a ljetna pauza traje od sredine lipnja do sredine rujna.
Godine 2020. zbog mjera pandemije Covid-19 emisija je imala kratku stanku od 24. ožujka do 19. travnja, pa onda promijenila ime emisije na kratko razdoblje u “Ostanite doma - Kod nas doma” koja se snimala u domu voditeljice Ive Šulentić,  a sve to je montirano virtualno, i time to je bila i prva HRT-ova virtualna emisija. Trajala je 26 epizoda od 20. travnja do 29. svibnja, od ponedjeljka do četvrtka, a petkom bi išla repzira stare epizode emisije, osim zadnjeg dana prikazivanja koja je bila uživo u domu i zadnja u toj sezoni. U studenome i prosincu 2022. kraće vrijeme Barbaru i Ivu mjenjao je urednik Danijel Despot. Krajem travnja do rujna 2023. godine voditeljica Iva Šulentić odlazi na porodiljni dopust, te ju u tom vremenskom periodu zamjenjuju voditelji Martina Validžić i Danijel Despot.
| Sezona | Sezona | Epizode | Premijera sezone | Kraj sezone       | Voditelji                                                                         | Datumi kada nije bilo emisije                                                    |
| ------ | ------ | ------- | ---------------- | ----------------- | --------------------------------------------------------------------------------- | -------------------------------------------------------------------------------- |
|        | 1.     | 182     | 18. rujna 2017.  | 1. lipnja 2018.   | Barbara Kolar Iva Šulentić Uršula Tolj                                            | 22. rujna, 31. listopada i 12. travnja                                           |
|        | 2.     | 192     | 10. rujna 2018.  | 14. lipnja 2019.  | Barbara Kolar Iva Šulentić Uršula Tolj                                            | 1., 26., 27.,28 i 31. prosinca, 1. siječnja, 19. travnja i 2. svibnja            |
|        | 3.     | 172     | 16. rujna 2019.  | 29. svibnja 2020. | Barbara Kolar Iva Šulentić Uršula Tolj                                            | 1. i 18. studenoga, 25. i 26. prosinca,1. siječnja, 20. ožujka, 1. i 15. svibnja |
|        | 4.     | 183     | 21. rujna 2020.  | 11. lipnja 2021.  | Barbara Kolar Iva Šulentić Uršula Tolj                                            | 24., 25. i 29. prosinca, 1. i 5. siječnja, 2. travnja, 28. svibnja               |
|        | 5.     | 191     | 20. rujna 2021.  | 17. lipnja 2022.  | Barbara Kolar Iva Šulentić Uršula Tolj                                            | 1. studenoga, 31. prosinca, 15. i 28. travnja                                    |
|        | 6.     | 194     | 19. rujna 2022.  | 16. lipnja 2023.  | Barbara Kolar Iva Šulentić Danijel Despot Martina Validžić                        | 1. studenoga                                                                     |
|        | 7.     | 193     | 18. rujna 2023.  | 14. lipnja 2024.  | Barbara Kolar Iva Šulentić Danijel Despot Dorijan Klarić Jelena Pajić Ćulibrk     | 1. studenoga i 1. siječnja                                                       |
|        | 8.     | 190     | 16. rujna 2024.  | 13. lipnja 2025.  | Barbara Kolar Iva Šulentić Jelena Pajić Ćulibrk Danijel Despot Ivan Dorian Molnar | 1. studenoga, 24 i 31. prosinca, 26. veljače, 21. travnja                        |
|        | 9.     | –       | 15. rujna 2025.  | 2026.             | Barbara Kolar Iva Šulentić Jelena Pajić Ćulibrk                                   | –                                                                                |

## Vanjske poveznice
- Službena stranica na Facebook-u
- Kod nas doma – HRT (kanal) na YouTubeu